# Suore dell'imitazione di Cristo
Le Suore dell'Imitazione di Cristo (in inglese Sisters of the Imitation of Christ, o anche Bethany Sisters) sono un istituto religioso femminile di diritto pontificio: le suore di questa congregazione pospongono al loro nome la sigla S.I.C.

## Storia
La congregazione sorse in seno alla Chiesa ortodossa siriaca del Malankara a opera di Giorgio Panikar: tra il 1915 e il 1920 le prime aspiranti furono iniziate alla vita religiosa a Barisal dalla suora anglicana Edith Landridge, della missione di Oxford, che diede alla comunità una regola basata sugli scritti di san Basilio; le suore si stabilirono poi nel Kerala e nel 1925 ebbe luogo la prima emissione dei voti.
Nel 1930 Giorgio Panikar, che aveva iniziato da tempo un movimento di riunione dei cristiani malankaresi alla Chiesa di Roma, aderì al cattolicesimo e nel 1932, con il nome di Mar Ivanios, fu nominato arcivescovo-eparca di Trivandrum. La Santa Sede riconobbe come validi i voti pronunciati dalle sue suore e la loro comunità (fino ad allora definita "Ordine") fu riconosciuta come congregazione religiosa.
Dopo una visita del cardinale Eugène Tisserant, il 6 agosto 1956 la congregazione ricevette il pontificio decreto di lode; le sue costituzioni furono approvate il 17 maggio 1959.

## Attività e diffusione
Le religiose si dedicano al lavoro missionario ed ecumenico e all'educazione dei giovani.
Oltre che in India, le suore sono presenti in Etiopia, Sudafrica, Israele, Stati Uniti d'America e in vari paesi d'Europa (Germania, Italia, Svizzera); la sede generalizia è a Vadavathoor, nel distretto di Kottayam.
Alla fine del 2011 la congregazione contava 840 religiose in 180 case.